# Marco Huck
Marco Huck (* 11. November 1984 als Muamer Hukić in Ugao, Gemeinde Sjenica, SFR Jugoslawien) ist ein deutscher Profiboxer und ehemaliger WBO-Weltmeister im Cruisergewicht.

## Herkunft und Privates
Huck stammt aus einer bosniakischen Familie aus Ugao in der Gemeinde Sjenica im südserbischen Sandžak. 1993 zog die Familie nach Deutschland, wo sie sich zunächst im Bielefelder Stadtteil Brackwede ansiedelte. Huck hat zwei jüngere Geschwister und eine ältere Schwester. Er lebte in Berlin und hat seit August 2009 die deutsche Staatsbürgerschaft. Seit 2013 lebt er in Novi Pazar, wo er sich ein zweites Standbein in der Immobilienbranche aufbauen will. Er ist verheiratet und Vater von zwei Kindern.

## Amateur- und Kickboxer
Huck war vor seiner Profikarriere Kickboxer und trainierte bei Ulf Schmidt im Sportpalast Bielefeld. Im Alter von 16 Jahren wurde er Europameister im Kickboxen. Mit 18 Jahren wurde er zudem 2003 in Paris bei der WAKO-Weltmeisterschaft der bislang jüngste Kickbox-Weltmeister einer deutschen Mannschaft. Anschließend wechselte er zum Boxsport, wo er beim BC Vorwärts Bielefeld trainierte und jeden seiner 15 Amateurkämpfe gewinnen konnte.

## Profiboxer seit 2004
2004 entschloss sich Huck, Profi zu werden, und besuchte das Training des Sauerland-Teams, bei dem er sich im Sparring gegen Cengiz Koç unter Beweis stellte. 2004 wurde er im Boxstall von Wilfried Sauerland unter Trainer Ulli Wegner Profi im Cruisergewicht. Sein Profidebüt feierte er am 7. November 2004 durch einen Technischen K.-o.-Sieg in der ersten Runde gegen den Tschechen Pavel Cirok. Nach neun weiteren K.-o.-Siegen gegen Aufbaugegner gewann er am 3. September 2005 einstimmig nach Punkten gegen Rüdiger May und drei Monate später ebenfalls einstimmig gegen den US-amerikanischen Amateurweltmeister von 1999, Michael Simms.
Im Januar 2006 gewann Huck durch K. o. in der siebten Runde gegen den Rumänen Claudio Rasco, Vize-Europameister der Amateure 2000 und Bronzegewinner der Amateur-WM 2001. Nach drei weiteren Siegen, unter anderem nach Punkten gegen den Albaner Nuri Seferi (späterer Europameister der WBO) und durch K. o. gegen Rachid El Hadak (späterer Europameister der EBA), boxte er am 16. Dezember 2006 in Kempten (Allgäu) um den EU-Titel der EBU im Cruisergewicht. Sein Gegner beim Kampf um den vakanten Titel war der italienische Rechtsausleger Pietro Aurino, ehemaliger Europameister der EBU und bereits zweifacher WM-Herausforderer. Der von Beginn an von beiden Seiten temperamentvoll und sehr unsauber geführte Kampf endete in der zweiten Runde kontrovers: Es kam zu einer Rangelei, die der Ringrichter vergeblich zu unterbinden versuchte. Nach zwei absichtlichen Kopfstößen Aurinos revanchierte sich Huck mit einem Knietritt, der den Italiener nicht voll traf. Nach Trennung der Boxer bekam Aurino vom Ringrichter zwei Punkte abgezogen und fühlte sich daraufhin benachteiligt, da Huck für seinen Knietritt nicht bestraft wurde. Aurino verließ verärgert kurzzeitig den Ring und disqualifizierte sich somit nach den Regeln der EBU selbst; später wurde der Kampf als Technischer K. o. gewertet.
Nach einer folgenden Titelverteidigung in der Schweiz gegen den Belgier Ismail Abdoul und einem gewonnenen Titelausscheidungskampf gegen den ungeschlagenen Russen Wadim Tokarew, erhielt Huck das Herausforderungsrecht gegen den amtierenden IBF-Weltmeister Steve Cunningham aus den USA. Am 29. Dezember 2007 musste sich Huck jedoch in Bielefeld dem Titelverteidiger geschlagen geben; Huck war nur in den ersten beiden Runden der aktivere Mann gewesen und brach gegen Ende des Kampfes konditionell ein, zudem musste er immer öfter schwere Treffer einstecken. In der zwölften Runde hatte Hucks Ringecke ein Einsehen und warf während einer erneuten Schlagattacke von Cunningham, der Huck bereits verteidigungslos ausgesetzt schien, das Handtuch.
Im Februar 2008 trennte sich Huck schließlich von Ulli Wegner, um sich fortan von Manfred Wolke trainieren zu lassen. Im April kehrte Huck allerdings wieder zu Wegner zurück, da es, wie er selbst sagte, „nichts bringt, die Schuld für Misserfolge bei anderen zu suchen.“
Am 17. Mai 2008 kämpfte Huck in der Oberfrankenhalle in Bayreuth gegen František Kasanič aus der Slowakei und gewann den Kampf in der neunten Runde durch Technischen K. o. In diesem Kampf arbeitete Huck wesentlich besonnener und konzentrierter als bisher. Nach einer rechten Geraden seines Gegners musste er ab der dritten Runde mit gebrochenem Kiefer boxen. Trotz dieser erlittenen Verletzung stieg Huck bereits am 20. September 2008 wieder in den Ring und besiegte den amtierenden Europameister Jean-Marc Monrose in der zwölften Runde durch Technischen K. o., wodurch er neuer Europameister der EBU wurde. Am 25. Oktober 2008 traf er in Oldenburg auf den Italiener Fabio Tuiach und gewann durch Technischen K. o. in Runde 2.
Für den 24. Januar 2009 war eine Titelverteidigung gegen den Russen Waleri Brudow in Riesa geplant, der aber vierzehn Tage vorher den Kampf absagen musste. Als Ersatz wurde dann der bis dahin unbesiegte Belgier Geoffrey Battelo verpflichtet, gegen den Huck durch Technischen K. o. Sekunden vor Ende der dritten Runde gewann. Am 9. Mai 2009 trat Marco Huck als EBU-Titelverteidiger in Bamberg gegen den bis dahin unbesiegten Ukrainer Witalij Rusal an. Er konnte seinen Gegner in der fünften Runde durch Technischen K. o. besiegen. Am 29. August 2009 gewann Huck schließlich in Halle (Westf.) gegen den Argentinier und amtierenden Weltmeister Victor Emilio Ramírez die WBO-Weltmeisterschaft im Cruisergewicht einstimmig nach Punkten. Seine erste Titelverteidigung bestritt er am 5. Dezember 2009 in Ludwigsburg gegen Ola Afolabi und gewann einstimmig nach Punkten. Darauf folgte am 13. März 2010 in Berlin eine freiwillige Titelverteidigung gegen den US-Amerikaner Adam Richards. Huck siegte durch eine Schlagserie, nachdem Richards am Hinterkopf einen Cut erlitten hatte, durch Knockout in der dritten Runde.
Am 1. Mai 2010 verteidigte er seinen Titel gegen den US-Amerikaner Brian Minto, der erstmals in seiner Profikarriere im Cruisergewicht antrat. Minto musste in den Runden 3 und 5 dreimal zu Boden. Am Ende der neunten Runde gab er den Kampf schließlich schwer angeschlagen auf und musste anschließend im Krankenhaus behandelt werden. Am 21. August 2010 verteidigte Huck den Titel in Erfurt durch Technischen K. o. in der fünften Runde gegen den nordamerikanischen Meister Matt Godfrey, der Huck nichts entgegenzusetzen hatte. Am 18. Dezember 2010 traf Huck in der Berliner Max-Schmeling-Halle auf den ungeschlagenen Russen Denis Lebedew. Er erlitt bereits in der vierten Runde eine Rippenfraktur, hatte seinen Kontrahenten jedoch in der fünften Runde am Boden und konnte mit aggressiven Angriffen gegen den technisch überlegenen Russen punkten. Nach den vollen zwölf Runden wurde Huck, nicht unumstritten, zum 2:1-Punktsieger erklärt und verteidigte damit seinen Titel zum bereits fünften Mal in Folge.
Auch den ungeschlagenen Israeli Ran Nakash, der nur zwei der zwölf Runden gewinnen konnte und viel einstecken musste, besiegte Huck am 2. April 2011 einstimmig nach Punkten. Am 16. Juli 2011 verteidigte er seinen Titel nach anfänglichen Schwierigkeiten durch K. o. in Runde 10 gegen den Argentinier und ehemaligen WBA-Weltmeister im Halbschwergewicht Hugo Hernán Garay. Garay ging bereits in der ersten Runde einmal zu Boden; Huck wurde in Runde 3 für das Schlagen auf den Hinterkopf seines Gegners mit Punktabzug bestraft. Am 22. Oktober 2011 boxte er gegen den Argentinier Rogelio Omar Rossi. In dem unsauber geführten Kampf wurde Rossi für Tiefschläge in der dritten Runde mit Punktabzug bestraft. Auch Huck erhielt für Schläge nach dem Rundengong zweimal Punktabzüge, erzielte in der fünften Runde jedoch zwei Niederschläge gegen Rossi und gewann durch K. o. in der sechsten Runde.
Am 25. Februar 2012 boxte Marco Huck in der Stuttgarter Porsche-Arena um den regulären WBA Weltmeistertitel im Schwergewicht gegen Alexander Povetkin, der nach der Ernennung von Wladimir Klitschko zum WBA-Superchampion den vakanten Titel gewonnen hatte. Durch eine knappe Niederlage nach Punkten verpasste Huck die Möglichkeit, der zweite deutsche Schwergewichtsweltmeister nach Max Schmeling zu werden. Das Urteil war umstritten, denn Huck hatte seinen Gegner mehrmals am Rand einer K.-o.-Niederlage.
Nach dem Kampf musste sich Huck innerhalb von zehn Tagen entscheiden, ob er seinen WBO-Weltmeistertitel im Cruisergewicht behalten will oder weiter in der höchsten Gewichtsklasse boxen wolle. Er entschied sich für die Rückkehr in das Cruisergewicht. Die WBO-Titelverteidigung gegen Ola Afolabi am 5. Mai 2012 in Erfurt ging über zwölf Runden und endete unentschieden; somit blieb Marco Huck Weltmeister. Am 3. November 2012 verteidigte Huck seinen Titel in Halle (Westf.) gegen den ehemaligen WBA-Weltmeister im Cruisergewicht, Firat Arslan. Er gewann diesen Kampf durch ein, allerdings umstrittenes, einstimmiges Urteil nach Punkten (115:113, 115:113, 117:111).
Am 8. Juni 2013 bestritt er ein drittes Duell gegen Ola Afolabi, das er durch Mehrheitsentscheidung nach Punkten gewann. Der WM-Kampf im Cruisergewicht zwischen Huck und seinem Herausforderer Firat Arslan am 14. September 2013 in Stuttgart wurde von Huck aus gesundheitlichen Gründen kurzfristig abgesagt. Der Kampf fand schließlich am 25. Januar 2014 statt. In der sechsten Runde brach der Ringrichter den Kampf ab, nachdem Arslan zweimal am Boden gewesen war. Sein zweiter Kampf 2014 stieg am 30. August 2014 im Gerry-Weber-Stadion in Halle (Westf.) gegen den Italiener Mirko Larghetti, welchen Huck nach Punkten gewann (116:112, 116:112, 118:110). Wenige Monate nach seinem Sieg kündigte Huck im Oktober 2014 an, seinen Vertrag bei Sauerland Event nicht zu verlängern.
Am 14. August 2015 verlor er im Prudential Center in Newark (New Jersey) gegen den Polen Krzysztof Głowacki seinen WBO-Weltmeistergürtel durch K. o. in der 11. Runde.
Eine erneute WM-Chance bekam Huck am 27. Februar 2016 im Gerry-Weber-Stadion in Halle (Westf.) gegen den IBO-Weltmeister Ola Afolabi, den er durch Aufgabe in der 10. Runde besiegte. Seine erste IBO-Titelverteidigung sollte am 24. September 2016 in der Frankfurter Festhalle gegen den Briten Ovill McKenzie stattfinden. Jedoch sagte McKenzie den Kampf kurzfristig (vier Tage vor dem Kampf) krankheitsbedingt ab. Als Ersatz traf er am 19. November 2016 in der TUI Arena in Hannover auf den Ukrainer Dmytro Kutscher, den er, trotz eines Bruchs des Mittelhandknochens in der 4. Runde, nach 12 Runden einstimmig nach Punkten besiegte (117:111, 119:109, 117:111).
Auf Anweisung der WBC kam es am 1. April 2017 in den Dortmunder Westfalenhallen zur Titelvereinigung gegen den Pflichtherausforderer der WBC, Mairis Briedis. Huck verlor den Kampf einstimmig nach Punkten (111:116, 110:117, 109:118) und musste auch seinen IBO-Gürtel abgeben.
Als Teilnehmer bei den World Boxing Super Series traf er am 9. September 2017 in der Berliner Max-Schmeling-Halle im Viertelfinale auf den WBO-Weltmeister Oleksandr Ussyk. Hier unterlag er durch Technischen K. o. in der zehnten Runde.
Im Oktober 2017 kündigte Huck an, nach 2012 einen erneuten Versuch im Schwergewicht zu wagen. Den ersten Kampf bestritt er am 16. Juni 2018 im Ballhausforum in Unterschleißheim gegen den Deutsch-Türken Yakup Saglam. Er gewann den Kampf nach zwei Niederschlägen durch Technischen K. o. in der vierten Runde. Knapp ein Jahr später, am 17. Mai 2019 boxte er in Connecticut gegen den US-Amerikaner Nick Guivas. Dieser Kampf endete nach der achten Runde und wurde wegen eines unabsichtlichen Fouls als ungültig gewertet.
Auf Anweisung der EBU sollte es nach langen Verhandlungen schließlich am 11. Januar 2020 in der TUI Arena in Hannover zum Europameisterschafts-Kampf gegen den aktuellen Europameister Joe Joyce aus Großbritannien kommen. Jedoch musste dieser Kampf wegen einer Handverletzung Hucks abgesagt werden. Am 29. August 2020 trat Huck in einem siegreichen Kampf gegen Dennis Lewandowski erneut im Schwergewicht an.

## Hucks Boxstil
Hucks Boxstil ist sehr offensiv, explosiv und aggressiv, hieraus resultieren immer wieder Situationen, in denen er völlig offen für Gegenangriffe ist. Huck lässt sich leicht reizen und verfällt dann in überstürzte, unsaubere Aktionen.

## Erfolge
- Amateurbilanz: 15 Siege – 0 Niederlagen
- Profibilanz: 41 Siege – 5 Niederlagen – 1 Unentschieden – 1 ungültig

- 16. Dezember 2006: Europameister der EBU im Cruisergewicht (1 Titelverteidigung)
- 17. Mai 2008: Interkontinentaler Meister der IBF im Cruisergewicht
- 20. September 2008: Europameister der EBU im Cruisergewicht (3 Titelverteidigungen)
- 29. August 2009: Weltmeister der WBO im Cruisergewicht (13 Titelverteidigungen)
- 27. Februar 2016: Weltmeister der IBO im Cruisergewicht (1 Titelverteidigung)

## Liste der Boxkämpfe
|                            |               |                                                                                              |                                                 |               |                                         |        |
| Jahr                       | Tag           | Gegner/Kampfziel                                                                             | Ort                                             | Ergebnis      | Typ                                     | Runden |
| 2004                       | 7. November   | Pavel Cirok                                                                                  | Rockfabrik Nürnberg, Nürnberg                   | Sieg          | TKO                                     | 1/4    |
| 2004                       | 20. November  | Pavel Zima                                                                                   | bigBOX Allgäu, Kempten                          | Sieg          | TKO                                     | 1/4    |
| 2004                       | 4. Dezember   | Wlodek Kopec                                                                                 | Estrel Convention Center, Berlin-Neukölln       | Sieg          | TKO                                     | 1/4    |
| 2004                       | 18. Dezember  | Tomas Mrazek                                                                                 | Oberfrankenhalle, Bayreuth                      | Sieg          | TKO                                     | 3/6    |
| 2005                       | 15. Januar    | Ervin Slonka                                                                                 | Boxtempel Berlin, Berlin                        | Sieg          | TKO                                     | 4/6    |
| 2005                       | 12. März      | Aleksandrs Borhovs                                                                           | Stadthalle, Zwickau                             | Sieg          | TKO                                     | 4/6    |
| 2005                       | 23. April     | Muhammed Ali Durmaz                                                                          | Westfalenhallen, Dortmund                       | Sieg          | TKO                                     | 4/6    |
| 2005                       | 21. Mai       | Stefan Kusnier                                                                               | Zdzieszowice, Polen                             | Sieg          | KO                                      | 1/6    |
| 2005                       | 11. Juni      | Tipton Walker                                                                                | bigBOX Allgäu, Kempten                          | Sieg          | TKO                                     | 2/8    |
| 2005                       | 2. Juli       | Leri Okhanashvili                                                                            | Sporthalle Karl-Eckel-Weg, Hattersheim am Main  | Sieg          | TKO                                     | 2/8    |
| 2005                       | 3. September  | Rüdiger May                                                                                  | Internationales Congress Centrum Berlin, Berlin | Sieg          | Punktsieg (einstimmig)                  | 10/10  |
| 2005                       | 17. Dezember  | Michael Simms                                                                                | Max-Schmeling-Halle, Berlin                     | Sieg          | Punktsieg (einstimmig)                  | 8/8    |
| 2006                       | 28. Januar    | Claudio Rasco                                                                                | Tempodrom, Berlin                               | Sieg          | KO                                      | 7/8    |
| 2006                       | 4. März       | Lee Swaby                                                                                    | EWE Arena, Oldenburg                            | Sieg          | Aufgabe                                 | 6/8    |
| 2006                       | 3. Juni       | Nuri Seferi                                                                                  | TUI Arena, Hannover                             | Sieg          | Punktsieg (einstimmig)                  | 10/10  |
| 2006                       | 23. September | Rachid El Hadak                                                                              | Rittal Arena, Wetzlar                           | Sieg          | KO                                      | 8/8    |
| 2006                       | 16. Dezember  | Pietro Aurino vakante EBU-Cruisergewicht-Europameisterschaft                                 | bigBOX Allgäu, Kempten                          | Sieg          | TKO                                     | 2/12   |
| 2007                       | 20. Januar    | Ismail Abdoul EBU-Cruisergewicht-Titelverteidigung                                           | St. Jakob-Arena, Basel                          | Sieg          | Punktsieg (einstimmig)                  | 12/12  |
| 2007                       | 26. Mai       | Vadim Tokarev IBF-Cruisergewicht-Eliminator                                                  | Jako-Arena, Bamberg                             | Sieg          | Punktsieg (Mehrheitsentscheidung)       | 12/12  |
| 2007                       | 29. Dezember  | Steve Cunningham IBF-Cruisergewicht-Weltmeisterschaft                                        | Seidensticker Halle, Bielefeld                  | Niederlage    | TKO                                     | 12/12  |
| 2008                       | 12. April     | Leon Nzama-Nawezhi                                                                           | Jahnsportforum, Neubrandenburg                  | Sieg          | TKO                                     | 5/8    |
| 2008                       | 17. Mai       | Frantisek Kasanic vakante IBF-Cruisergewicht-Intercontinental-Meisterschaft                  | Oberfrankenhalle, Bayreuth                      | Sieg          | TKO                                     | 9/12   |
| 2008                       | 20. September | Jean Marc Monrose EBU-Cruisergewicht-Europameisterschaft                                     | Seidensticker Halle, Bielefeld                  | Sieg          | TKO                                     | 12/12  |
| 2008                       | 25. Oktober   | Fabio Tuiach EBU-Cruisergewicht-Titelverteidigung                                            | Weser-Ems-Halle, Oldenburg                      | Sieg          | TKO                                     | 2/12   |
| 2009                       | 24. Januar    | Geoffrey Battelo EBU-Cruisergewicht-Titelverteidigung                                        | Erdgasarena, Riesa                              | Sieg          | TKO                                     | 3/12   |
| 2009                       | 9. Mai        | Vitaliy Rusal EBU-Cruisergewicht-Titelverteidigung                                           | Jako-Arena, Bamberg                             | Sieg          | TKO                                     | 5/12   |
| 2009                       | 29. August    | Victor Emilio Ramirez WBO-Cruisergewicht-Weltmeisterschaft                                   | Gerry-Weber-Stadion, Halle (Westf.)             | Sieg          | Punktsieg (einstimmig)                  | 12/12  |
| 2009                       | 5. Dezember   | Ola Afolabi WBO-Cruisergewicht-Titelverteidigung                                             | Arena Ludwigsburg, Ludwigsburg                  | Sieg          | Punktsieg (einstimmig)                  | 12/12  |
| 2010                       | 13. März      | Adam Richards WBO-Cruisergewicht-Titelverteidigung                                           | Max-Schmeling-Halle, Berlin                     | Sieg          | KO                                      | 3/12   |
| 2010                       | 1. Mai        | Brian Minto WBO-Cruisergewicht-Titelverteidigung                                             | Weser-Ems-Halle, Oldenburg                      | Sieg          | Aufgabe                                 | 10/12  |
| 2010                       | 21. August    | Matt Godfrey WBO-Cruisergewicht-Titelverteidigung                                            | Erfurter Messe, Erfurt                          | Sieg          | TKO                                     | 5/12   |
| 2010                       | 18. Dezember  | Denis Lebedew WBO-Cruisergewicht-Titelverteidigung                                           | Max-Schmeling-Halle, Berlin                     | Sieg          | Punktsieg (mehrstimmig)                 | 12/12  |
| 2011                       | 2. April      | Ran Nakash WBO-Cruisergewicht-Titelverteidigung                                              | Gerry-Weber-Stadion, Halle (Westf.)             | Sieg          | Punktsieg (einstimmig)                  | 12/12  |
| 2011                       | 16. Juli      | Hugo Hernan Garay WBO-Cruisergewicht-Titelverteidigung                                       | Olympia-Eissportzentrum, München                | Sieg          | KO                                      | 10/12  |
| 2011                       | 23. Oktober   | Rogelio Omar Rossi WBO-Cruisergewicht-Titelverteidigung                                      | Arena Ludwigsburg, Ludwigsburg                  | Sieg          | KO                                      | 6/12   |
| 2012                       | 25. Februar   | Alexander Powetkin WBA-Schwergewicht-Weltmeisterschaft                                       | Porsche-Arena, Stuttgart                        | Niederlage    | Punktniederlage (Mehrheitsentscheidung) | 12/12  |
| 2012                       | 5. Mai        | Ola Afolabi WBO-Cruisergewicht-Titelverteidigung                                             | Erfurter Messe, Erfurt                          | Unentschieden | Mehrheitsentscheidung                   | 12/12  |
| 2012                       | 3. November   | Firat Arslan WBO-Cruisergewicht-Titelverteidigung                                            | Gerry-Weber-Stadion, Halle (Westf.)             | Sieg          | Punktsieg (einstimmig)                  | 12/12  |
| 2013                       | 8. Juni       | Ola Afolabi WBO-Cruisergewicht-Titelverteidigung                                             | Max-Schmeling-Halle, Berlin                     | Sieg          | Punktsieg (Mehrheitsentscheidung)       | 12/12  |
| 2014                       | 25. Januar    | Firat Arslan WBO-Cruisergewicht-Titelverteidigung                                            | Hanns-Martin-Schleyer-Halle, Stuttgart          | Sieg          | TKO                                     | 6/12   |
| 2014                       | 30. August    | Mirko Larghetti WBO-Cruisergewicht-Titelverteidigung                                         | Gerry-Weber-Stadion, Halle (Westf.)             | Sieg          | Punktsieg (einstimmig)                  | 12/12  |
| 2015                       | 14. August    | Krzysztof Głowacki WBO-Cruisergewicht-Titelverteidigung                                      | Prudential Center, Newark (New Jersey)          | Niederlage    | KO                                      | 11/12  |
| 2016                       | 27. Februar   | Ola Afolabi IBO-Cruisergewicht-Weltmeisterschaft                                             | Gerry-Weber-Stadion, Halle (Westf.)             | Sieg          | Aufgabe                                 | 10/12  |
| 2016                       | 19. November  | Dmytro Kutscher IBO-Cruisergewicht-Titelverteidigung                                         | TUI Arena, Hannover                             | Sieg          | Punktsieg (einstimmig)                  | 12/12  |
| 2017                       | 1. April      | Mairis Briedis WBC/IBO-Cruisergewicht-Titelvereinigung                                       | Westfalenhallen, Dortmund                       | Niederlage    | Punktniederlage (einstimmig)            | 12/12  |
| 2017                       | 9. September  | Oleksandr Ussyk WBO-Cruisergewicht-Weltmeisterschaft World Boxing Super Series-Viertelfinale | Max-Schmeling-Halle, Berlin                     | Niederlage    | TKO                                     | 10/12  |
| 2018                       | 16. Juni      | Yakup Saglam                                                                                 | Ballhausforum, Unterschleißheim                 | Sieg          | TKO                                     | 4/10   |
| 2019                       | 17. Mai       | Nick Guivas                                                                                  | Foxwoods Resort, Connecticut                    | Ungültig      | keine Wertung                           | 8/12   |
| 2020                       | 29. August    | Dennis Lewandowski                                                                           | Eisstadion Braunlage, Braunlage                 | Sieg          | Punktsieg (einstimmig)                  | 10/10  |
| 2024                       | 29. Juni      | Evgenios Lazaridis                                                                           | Estrel Convention Center, Neukölln              | Sieg          | Punktsieg (einstimmig)                  | 10/10  |
| (Quelle: BoxRec-Datenbank) |               |                                                                                              |                                                 |               |                                         |        |

## Sonstiges
Als Einlaufmusik wählte Marco Huck das Lied Lose Yourself von Eminem. Zwischen Februar 2016 und April 2017 kämpfte Marco Huck exklusiv beim Free-TV-Sender RTL. Während seiner Zeit bei Sauerland Event zwischen 2004 und 2014 wurden seine Kämpfe in der ARD übertragen.
Seit Anfang 2015 besitzt Huck seine eigene Vermarktungsfirma Huck Sports Promotion GmbH mit Sitz in Berlin. Geschäftsführer der Agentur ist sein Bruder und Manager Kenan Hukić.
Seit August/September 2020 kooperieren Marco Huck und sein Bruder Kenan Hukić mit einem Kfz-Sachverständigenbüro in Berlin, das den Namen Huck hat.